# تد ویلیس، بارون ویلیس
تد ویلیس، بارون ویلیس (انگلیسی: Ted Willis, Baron Willis؛ ۱۳ ژانویه ۱۹۱۴ – ۲۲ دسامبر ۱۹۹۲) فیلم‌نامه‌نویس، رمان‌نویس، نمایشنامه‌نویس و سیاستمدار حزب کارگر اهل بریتانیا بود.
از فیلم‌هایی که وی در آن‌ها نقش داشته‌است، می‌توان به زن در لباس خواب، یک حرکت صحیح، دردسر در فروشگاه و کیف پول اشاره نمود.